# Xylota barbata
Xylota barbata är en tvåvingeart som beskrevs av Friedrich Hermann Loew 1864. Xylota barbata ingår i släktet vedblomflugor, och familjen blomflugor. Inga underarter finns listade i Catalogue of Life.